# Sergej Kozlík
Sergej Kozlík (ur. 27 lipca 1950 w Bratysławie) – słowacki parlamentarzysta, wicepremier i minister finansów (1994–1998), poseł do Parlamentu Europejskiego V (w 2004) oraz VI i VII kadencji.

## Życiorys
W 1974 ukończył matematykę ekonomiczną na wydziale planowania gospodarczego Uniwersytetu Ekonomicznego w Bratysławie, po czym pracował jako specjalista ds. cen przemysłowych w słowackim urzędzie do spraw cen (do 1987). W 1987 podjął pracę jako kierownik działu ds. cen przemysłowych w Ministerstwie Finansów w Bratysławie. Po upadku komunizmu pełnił obowiązki kierownika działu w słowackim Urzędzie Antymonopolowym (do 1992). W 1992 rozpoczął pracę w administracji rządowej, uzyskując nominację na kierownika działu ds. polityki gospodarczej w urzędzie rady ministrów. W latach 1993–1994 był wicepremierem ds. gospodarczych w rządzie Vladimíra Mečiara, a od 1994 do 1998 łączył funkcję wicepremiera i ministra finansów w jego gabinecie.
W 1993 został wiceprzewodniczącym Ruchu na rzecz Demokratycznej Słowacji (HZDS) odpowiedzialnym za kwestie gospodarki (do 2002). W latach 1998 i 2002 uzyskiwał mandat posła do Rady Narodowej, gdzie zasiadał w komisji ds. budżetu, finansów i spraw walutowych. Od maja do lipca 2004 był eurodeputowanym V kadencji w ramach delagcji krajowej. W wyborach w 2004 uzyskał mandat europosła z ramienia HZDS. W kolejnych wyborach pięć lat później ponownie znalazł się w Parlamencie Europejskim jako jedyny przedstawiciel LS-HZDS. W PE VII kadencji przystąpił do grupy Porozumienia Liberałów i Demokratów na rzecz Europy. Mandat europosła sprawował do 2014. W tym samym roku założył nowe ugrupowanie, które przyjęło nazwę Národná koalícia; kierował nim do 2018.

## Odznaczenia
- Order Ľudovíta Štúra I klasy – 1998[3]